# 100 лучших детективных романов всех времён
«100 лучших детективных романов всех времён» — это два аналогичных литературных списка, представляющие собой перечень лучших детективных произведений, составленные британской (1990) и американской (1995) ассоциациями детективных писателей.

## Характеристика
Первый список (англ. The Top 100 Crime Novels of All Time) был составлен Британской ассоциацией писателей-криминалистов в 1990 году и издан в качестве отдельной книги: The Hatchards Crime Companion. 100 Top Crime Novels Selected by the Crime Writers' Association. London: Hatchards, 1990. ISBN 0-904030-02-4.
Второй список (англ. The Top 100 Mystery Novels of All Time) был составлен Ассоциацией детективных писателей США в 1995 году и также издан отдельной книгой: The Crown Crime Companion. The Top 100 Mystery Novels of All Time Selected by the Mystery Writers of America. New York. ISBN 0-517-88115-2
При этом оба списка пересекаются, в совокупности в них представлено около 150 книг, однако расположенных на разных местах.
В предисловии к книге «100 British Crime Writers» (2020) литературовед Эсме Мискиммин пишет, что оба этих списка, как и её книга, являются давней традицией: в 1957 году Джулиан Симонс составил список «The 100 Best Crime and Mystery Books» для газеты Sunday Times, а в 1987 году это же сделал Генри Китинг, его список называется «Crime and Mystery: The 100 Best Books».
В 2023 году журнал Time, продолжая традицию, опубликовал список 100 Best Mystery and Thriller Books of All Time.

## Британская версия (1990)[4][5]
1. Джозефина Тэй, «Дочь времени» (1951)
2. Рэймонд Чандлер, «Глубокий сон» (1939)
3. Джон Ле Карре, «Шпион, пришедший с холода» (1963)
4. Дороти Ли Сэйерс, «Возвращение в Оксфорд» (1935)
5. Агата Кристи «Убийство Роджера Экройда» (1926)
6. Дафна Дюморье, «Ребекка» (1938)
7. Рэймонд Чандлер, «Прощай, любимая» (1940)
8. Уилки Коллинз, «Лунный камень» (1868)
9. Лен Дейтон, «Секретное досье» (1962)
10. Дэшил Хэммет, «Мальтийский сокол» (1930)
11. Джозефина Тэй, «Дело о похищении Бетти Кейн» (1948)
12. Хиллари Во, «Last Seen Wearing…» (1952)
13. Умберто Эко, «Имя Розы» (1980)
14. Джеффри Хаусхолд, «Одинокий волк» (1939)
15. Рэймонд Чандлер, «Долгое прощание» (1953)
16. Фрэнсис Айлз, «Умышленная злоба» (1931)
17. Фредерик Форсайт, «День Шакала» (1971)
18. Дороти Ли Сэйерс, «Девять ударов за упокой» (1934)
19. Агата Кристи, «Десять негритят» (1939)
20. Джон Бакен, «39 ступеней» (1915)
21. Артур Конан Дойл, сборники рассказов «Приключения Шерлока Холмса», «Воспоминания Шерлока Холмса», «Возвращение Шерлока Холмса», «Его прощальный поклон», «Архив Шерлока Холмса»
22. Дороти Ли Сэйерс, «Смерть по объявлению» (1933)
23. Эдгар Аллан По, «Убийство на улице Морг»
24. Эрик Эмблер, «Маска Димитриоса» (1939)
25. Эдмунд Криспин (Брюс Монтгомери), «Шагающий магазин игрушек» (1946)
26. Марджери Аллингем, «Тигр в дыму» (1952)
27. Питер Лавси, «The False Inspector Dew» (1982)
28. Уилки Коллинз, «Женщина в белом» (1860)
29. Барбара Вайн (Рут Ренделл), «Пятьдесят оттенков темноты» (1986)
30. Джеймс Кейн, «Почтальон всегда звонит дважды» (1934)
31. Дэшил Хэммет, «Стеклянный ключ» (1931)
32. Артур Конан Дойл, «Собака Баскервилей» (1902)
33. Джон Ле Карре, «Шпион, выйди вон!» (1974)
34. Э. К. Бентли, «Последнее дело Трента» (1913)
35. Ян Флеминг, «Из России с любовью» (1957)
36. Эд Макбейн, «Ненавидящий полицейских» (1956)
37. Колин Декстер, «The Dead of Jericho» (1981)
38. Патриция Хайсмит, «Незнакомцы в поезде» (1950)
39. Рут Ренделл, «A Judgement in Stone» (1977)
40. Джон Диксон Карр, «Три гроба» (1935)
41. Энтони Беркли, «Дело об отравленных шоколадках» (1929)
42. Эллис Питерс, «Страсти по мощам» (1977)
43. Эллис Питерс, «Прокаженный из приюта святого Жиля» (1981)
44. Айра Левин, «Поцелуй перед смертью» (1953)
45. Патриция Хайсмит, «Талантливый мистер Рипли» (1955)
46. Грэм Грин, «Брайтонский леденец» (1938)
47. Рэймонд Чандлер, «Леди в озере» (1943)
48. Скотт Туроу, «Презумпция невиновности» (1987)
49. Рут Ренделл, «Демон в моих глазах» (1976)
50. Джон Диксон Карр, «Дьявол в бархате» (1951)
51. Барбара Вайн (Рут Ренделл), «Роковая перестановка» (1987)
52. Майл Иннес, «The Journeying Boy» (1949)
53. Филлис Дороти Джеймс, «Пристрастие к смерти» (1986)
54. Джек Хиггинс, «Орел приземлился» (1975)
55. Мэри Стюарт, «Мой брат Михаэль» (1960)
56. Питер Лавси, «Bertie and the Tinman» (1987)
57. Сьюзен Моуди, «Penny Black» (1984)
58. Лен Дейтон, трилогия «Игра в Берлине»: «Berlin Game», «Сет в Мехико», «Матч в Лондоне»
59. Дик Фрэнсис, «След хищника» (1983)
60. Филлис Дороти Джеймс, «Ухищрения и вожделения» (1989)
61. Реджинальд Хилл, «Under World» (1988)
62. Мэри Стюарт, «Девять карет» (1958)
63. Паула Гослинг, «Кобра» (1978)
64. Майкл Гилберт, «Бедняга Смилбон» (1950)
65. Лайонел Дэвидсон, «The Rose of Tibet» (1962)
66. Филлис Дороти Джеймс, «Невинная кровь» (1980)
67. Дороти Ли Сэйерс, «Сильный яд» (1930)
68. Майкл Иннес, «Гамлет, отомсти!» (1937)
69. Тони Хиллерман, «A Thief of Time» (1989)
70. Кэрил Брэмс и Семён Скидельский, «A Bullet in the Ballet» (1937)
71. Реджинальд Хилл, «Deadheads» (1983)
72. Грэм Грин, «Третий» (1950)
73. Энтони Прайс, «The Labyrinth Makers» (1974)
74. Адам Холл, «Берлинский меморандум» (1965)
75. Маргарет Миллар, «Загнанный зверь» (1955)
76. Сара Кодуэлл, «The Shortest Way to Hades»
77. Десмонд Бэгли, «Бег вслепую»
78. Дик Фрэнсис, «Двойная осторожность»
79. Ричард Кондон, «Маньчжурский кандидат»
80. Кэролайн Грэм, «Убийства в Бэджерс-Дрифте»
81. Николас Блейк, «Чудовище должно умереть»
82. Мартин Круз Смит, «Парк Горького»
83. Агата Кристи, «Смерть приходит в конце»
84. Кристиана Брэнд, «Зелёный — цвет опасности»
85. Сирил Хейр, «Трагедия закона»
86. Джон Фаулз, «Коллекционер»
87. Дж. Дж. Меррик (Джон Кризи), «Gideon’s Day»
88. Лайонел Дэвидсон, «The Sun Chemist»
89. Алистер Макклин, «Пушки острова Наварон»
90. Джулиан Симонс, «Цвет убийства»
91. Джон Бакен, «Под зелёным плащом»
92. Эрскин Чайлдерс, «Загадка песков»
93. Питер Лавси, «Внезапная развязка»
94. Дэшил Хэммет, «Кровавая жатва»
95. Кен Фоллетт, «Ключ к „Ребекке“»
96. Эд Макбейн, «Сэди, когда она умерла»
97. Генри Китинг, «The Perfect Murder» (The Murder of the Maharajah)
98. Саймон Бретт, «What Bloody Man Is That?»
99. Гэвин Лайл, «Сценарий со стрельбой»
100. Эдгар Уоллес, «Четверо Благочестивых»

## Американская версия (1995)[6][7]
1. Артур Конан Дойл, полный цикл произведений о Шерлоке Холмсе
2. Дэшил Хэммет, «Мальтийский сокол»
3. Эдгар Аллан По, «Рассказы о Тайне и Воображении»
4. Джозефина Тэй, «Дочь времени»
5. Скотт Туроу, «Презумпция невиновности»
6. Джон Ле Карре, «Шпион, пришедший с холода»
7. Уилки Коллинз, «Лунный камень»
8. Рэймонд Чандлер, «Глубокий сон»
9. Дафна Дюморье, «Ребекка»
10. Агата Кристи, «Десять негритят»
11. Роберт Трэвер, «Анатомия убийства»
12. Агата Кристи, «Убийство Роджера Экройда»
13. Рэймонд Чандлер, «Долгое прощание»
14. Джеймс Кейн, «Почтальон всегда звонит дважды»
15. Марио Пьюзо, «Крёстный отец»
16. Томас Харрис, «Молчание ягнят»
17. Эрик Эмблер, «Маска Димитриоса»
18. Дороти Ли Сэйерс, «Яркая ночь»
19. Агата Кристи, «Свидетель обвинения и другие истории»
20. Фредерик Форсайт, «День Шакала»
21. Рэймонд Чандлер, «Прощай, любимая»
22. Джон Бакен, «39 ступеней»
23. Умберто Эко, «Имя Розы»
24. Фёдор Достоевский, «Преступление и наказание»
25. Кен Фоллетт, «Игольное ушко»
26. Джон Мортимер, «Rumpole of the Bailey»
27. Томас Харрис, «Красный дракон»
28. Дороти Ли Сэйерс, «Девять ударов за упокой»
29. Грегори Макдональд, «Флетч»
30. Джон Ле Карре, «Шпион, выйди вон!»
31. Дэшил Хэммет, «Худой»
32. Уилки Коллинз, «Женщина в белом»
33. Э. К. Бентли, «Последнее дело Трента»
34. Джеймс Кейн, «Двойная страховка»
35. Мартин Круз Смит, «Парк Горького»
36. Дороти Ли Сэйерс, «Сильный яд»
37. Тони Хиллерман, «Dance Hall of the Dead»
38. Дональд Уэстлейк, «Проклятый изумруд»
39. Дэшил Хэммет, «Кровавая жатва»
40. Мэри Робертс Райнхарт, «Винтовая лестница»
41. Агата Кристи, «Убийство в Восточном экспрессе»
42. Джон Гришэм, «Фирма»
43. Лен Дейтон, «Досье Ипкресс»
44. Вера Каспари, «Лора»
45. Микки Спиллейн, «Суд — это я»
46. Пер Валё и Май Шёвалль, «Смеющийся полицейский»
47. Дональд Уэстлейк, «Ограбление банка»
48. Грэм Грин, «Третий»
49. Джим Томпсон, «Убийца внутри меня»
50. Мэри Хиггинс Кларк, «Дети не вернутся»
51. Сью Графтон, «„А“ — значит алиби»
52. Лоуренс Сандерс, «Первый смертный грех»
53. Тони Хиллерман, «A Thief of Time»
54. Трумен Капоте, «Хладнокровное убийство»
55. Джеффри Хаусхолд, «Одинокий волк»
56. Дороти Ли Сэйерс, «Смерть по объявлению»
57. Джон Ле Карре, «Команда Смайли»
58. Рэймонд Чандлер, «Леди в озере»
59. Харпер Ли, «Убить пересмешника»
60. Грэм Грин, «Наш человек в Гаване»
61. Чарльз Диккенс, «Тайна Эдвина Друда»
62. Питер Лавси, «Внезапная развязка»
63. Сомерсет Моэм, «Эшенден, или Британский агент»
64. Николас Мейер, «Семипроцентный раствор»
65. Рекс Стаут, «Звонок в дверь»
66. Элмор Леонард, «Stick»
67. Джон Ле Карре, «Маленькая барабанщица»
68. Грэм Грин, «Брайтонский леденец»
69. Брэм Стокер, «Дракула»
70. Патриция Хайсмит, «Талантливый мистер Рипли»
71. Эдмунд Криспин (Брюс Монтгомери), «Шагающий магазин игрушек»
72. Джон Гришэм, «Пора убивать»
73. Хиллари Во, «Last Seen Wearing…»
74. Уильям Райли Бернетт, «Маленький Цезарь»
75. Джордж Хиггинс, «Друзья Эдди Койла»
76. Дороти Ли Сэйерс, «Под грузом улик»
77. Ян Флеминг, «Из России с любовью»
78. Маргарет Миллар, «Загнанный зверь»
79. Майкл Гилберт, «Бедняга Смилбон»
80. Джозефина Тэй, «Дело о похищении Бетти Кейн»
81. Элизабет Питерс (Барбара Миртц), «Crocodile on the Sandbank»
82. Филлис Дороти Джеймс, «Тайна Найтингейла»
83. Том Клэнси, «Охота за „Красным Октябрём“»
84. Росс Томас, «Chinaman’s Chance»
85. Джозеф Конрад, «Тайный агент»
86. Джон Макдональд, «The Dreadful Lemon Sky»
87. Дэшил Хэммет, «Стеклянный ключ»
88. Рут Ренделл, «A Judgement in Stone»
89. Джозефина Тэй, «Мистификация»
90. Росс Макдональд, «Озноб»
91. Уолтер Мосли, «Дьявол в синем»
92. Джозеф Уэмбо, «The Choirboys»
93. Дональд Уэстлейк, «Блаженны скудоумные»
94. Крейг Райс, «Убийство по-домашнему»
95. Джон Диксон Карр, «Три гроба»
96. Ричард Кондон, «Честь семьи Прицци»
97. Джеймс Макклюр, «Убийство по-южноафрикански»
98. Джек Финней, «Меж двух времён»
99. Эллис Питерс, «Страсти по мощам»
100. Айра Левин, «Ребёнок Розмари»

## Издания
- Moody, Susan, ed. (1990). The Hatchards Crime Companion. 100 Top Crime Novels Selected by the Crime Writers' Association. London: Hatchards. ISBN 0-904030-02-4.
- Penzler, Otto; Friedman, Mickey (1995). The Crown Crime Companion. The Top 100 Mystery Novels of All Time Selected by the Mystery Writers of America. New York. ISBN 0-517-88115-2. annotated by Otto Penzler and compiled by Mickey Friedman